# Гданський міст
Гданський міст — дворівневий сталевий міст через Віслу у Варшаві, частина об'їзної дороги Середмістя Варшави. Побудований у 1957–1959 роках на опорах першого мосту під Цитаделлю.

## Опис
Міст був збудований у 1957–1959 роках за проєктом Януша Ратинського. Це був елемент мостової траси імені Стефана Стажинського. Побудований на стовпах першого, підірваного німцями 13 вересня 1944 автомобільного мосту під Цитаделлю. Його конструкція повторювала прийняте рішення існуючого дворівневого мосту.
Для новозбудованого мосту було запропоновано багато назв, зокрема: «Міст Миру», «Міст П'ятнадцятиріччя», «Міст Свободи», «Міст Траугутта», «Міст Героїв Варшави» та «Міст під Цитаделлю». Зрештою було обрано назву «Гданський міст», яку було надано в день відкриття всієї траси, 21 липня 1959 року.
Весь міст складається з: дворівневого під'їзного віадуку над вул. Узбережжя Хельське довжиною 44,76 м, дворівневий головний міст протяжністю 406,53 м, дворівневий віадук над вул. Узбережжя Гданську довжиною 85,17 м. Несучою конструкцією мосту є шестипролітна сталева ферма. Під'їзні віадуки являють собою каркаси, виготовлені за технологією попереднього напруження. Їх спроєктували Стефан Півонський та Вітольд Вітковський. На нижньому рівні розташовані трамвайні колії, розміщені на дубових балках мосту, тротуари та велосипедна доріжка (з південного боку), а на верхньому — чотирисмугова дорога та тротуари.
Загальна вартість будівництва Гданського мосту становила 25 мільйонів злотих.
Зараз міст є частиною Обїзної дороги Середмістя Варшави. З'єднує лівобережну вулицю Сломінського з правобережною вулицею Стажинського. Як і Свентокшиський міст, він виконує локальну, а не транзитну роль. Це пояснюється, серед іншого, відсутністю розвинутих транспортних розв'язок по обидва боки Вісли. У 2005–2007 роках було проведено капітальний ремонт кільця Стажинського (включно з будівництвом естакад) — це був один з проєктів, спрямованих на покращення транспортного потоку на об'їзді центру міста.
У 90-ті роки міст був відремонтований, пофарбований у зелений колір, а нижній рівень освітлений кольоровими люмінесцентними лампами. Характерною рисою нижнього ярусу мосту є дерев'яні колійні шпали, які в майбутньому підлягають заміні.
У червні 2014 року на південній стороні мосту (ближче до центру міста) неонову вивіску з написом Приємно тебе бачити (Miło cię widzieć) розмістив Маріуш Левчик, який став переможцем конкурсу «Неон для Варшави» у 2013 році.